# غويلرمو دياز (لاعب كرة قدم)
غويلرمو دياز (بالإسبانية: Guillermo Díaz Gastambide)‏ هو لاعب كرة قدم أوروغواياني في مركز الدفاع، ولد في 31 ديسمبر 1979 في مونتيفيديو في الأوروغواي. لعب مع التانك سيلي وبنيارول ونادي ميلغار أريكيبا.

## وصلات خارجية
- غويلرمو دياز (لاعب كرة قدم) على موقع قاعدة بيانات كرة القدم.إي يو (الإنجليزية)
- غويلرمو دياز (لاعب كرة قدم) على موقع Soccerway.com (الإنجليزية)